# Capparis fengii
Capparis fengii är en kaprisväxtart som beskrevs av Bi Sin Sun. Capparis fengii ingår i släktet Capparis och familjen kaprisväxter. Inga underarter finns listade i Catalogue of Life.